# Попіл і курява
Попіл і курява. Оповідка з межисвіту (пол. Popiół i kurz. Opowieść ze świata Pomiędzy) — роман у жанрі темного, міського фентезі авторства Ярослава Ґжендовича. Роман був нагороджений Меморіальною премією імені Януша Зайделя 2006 року
Випущенна 2006 року видавництвом Фабрика слів (ISBN 978-83-60505-01-4) пізніше опубліковані нові видання накладом того самого видавництва (ISBN 978-83-7574-380-7) i 2012 (ISBN 978-83-7574-755-3)
Книга є прямим продовженням оповідання Obol dla Lilith, опублікованого в антології Demony.